# جک آف جیل
جک آف جیل (به انگلیسی: Jack Off Jill) گروهٔ موسیقی آلترناتیو راک اهل فورت لادردیل، فلوریدا بود که در سال ۱۹۹۲ توسط خوانندهٔ گروه جسیکا، طبل‌زن تنی آه-چا-چا، بیس‌زن/کیبوردیست ایجنت مولدر و گیتارزن میشل این‌هل به‌وجود آمد.